# Alemania en el Festival de la Canción de Eurovisión 2021
Alemania participó en el LXV Festival de la Canción de Eurovisión, celebrado en Róterdam, Países Bajos del 18 al 22 de mayo del 2021, tras la victoria de Duncan Laurence con la canción «Arcade». La NDR mantuvo la selección interna como su método de selección, sin embargo el anterior representante de Alemania para el cancelado festival de 2020 Ben Dolic decidió retirarse del proceso de 2021. Alemania seleccionaría al cantante Jendrik con la canción «I Don't Feel Hate».
Partiendo desde los últimos lugares en las casas de apuestas, Alemania, al pertenecer al Big Five, se clasificó automáticamente a la final consiguiendo finalmente solamente 3 puntos, todos del jurado profesional, lo que los clasificó en 25° y penúltimo lugar, solo encima del Reino Unido. Este se convertiría en uno de los peores resultados de la historia para el país.

## Historia de Alemania en el festival
Alemania es uno de los países fundadores del festival, debutando en 1956. Desde entonces el país ha concursado en 63 ocasiones, siendo uno de los países más exitosos del concurso, posicionándose hasta 34 veces dentro de los mejores 10 de la competencia y totalizando 11 podios. Alemania ha logrado vencer en dos ocasiones el festival: la primera, en 1982, con Nicole Hohloch y la canción «Ein bißchen Frieden». La segunda vez sucedió en 2010, gracias a la canción «Satellite» de Lena Meyer-Landrut. Por otro lado, el país se ha posicionado en 7 ocasiones en último lugar, y desde 2013 encadena una racha de malos resultados, con 7 de 8 participaciones por debajo del lugar 17 incluyendo dos últimos lugares, una de ellas con 0 puntos.
El representante para la edición cancelada de 2020 era el cantante esloveno-alemán Ben Dolic con la canción «Violent Thing». En 2019, las ganadoras de la final nacional «Unser Lied für Israel», el grupo S!sters terminó en 25° posición con 24 puntos en la gran final, con el tema «Sister».

## Representante para Eurovisión

### Elección interna
Alemania confirmó su participación en el Festival de Eurovisión 2021 en julio de 2020. Dentro de su confirmación, Alemania anunció un nuevo proceso de selección interna para elegir su candidatura para el concurso, con lo cual descartó la selección directa del representante seleccionado para la edición de 2020, Ben Dolic. Si bien en un principio Dolic se presentó a la nueva selección, decidió retirarse del proceso «para centrarse en otras metas en su carrera profesional.» La NDR comunicó en diciembre que la elección ya había sido realizada, presentando el 6 de febrero de 2021 al artista originario de Hamburgo, Jendrik Sigwart. El día 25 de febrero se presentó la canción «I Don't Feel Hate» compuesta por el mismo Jendrik junto a Christoph Oswald.

## En Eurovisión
Alemania, al ser uno de los países pertenecientes al Big Five, se clasificó automáticamente a la final del 22 de mayo, junto a la anfitriona Países Bajos, y el resto del Big Five: Alemania, España, Francia y el Reino Unido. La producción del festival decidió respetar el sorteo ya realizado para la edición cancelada de 2020 por lo que se determinó que el país, tendría que transmitir y votar en la primera semifinal.
Los comentarios para Alemania corrieron por parte de Peter Urban para televisión en las tres galas. La portavoz de la votación del jurado profesional alemán fue la presentadora de televisión Barbara Schöneberger.

### Final
Jendrik tomó parte de los primeros ensayos los días 13 y 15 de mayo, así como de los ensayos generales con vestuario de la primera semifinal los días 17 y 18 de mayo y de la final los días 21 y 22 de mayo. El ensayo general de la tarde del 21 fue tomado en cuenta por los jurados profesionales para emitir sus votos, que representan el 50% de los puntos. Después de los ensayos del 15 de mayo, un sorteo determinó en que mitad de la final participarían los países del Big Five. Alemania fue sorteado en la segunda mitad (posiciones 14-26). Una vez conocidos todos los finalistas, los productores del show decidieron el orden de actuación de todos los finalistas, respetando lo determinado por el sorteo. Se decidió que Alemania actuara en el lugar 15, por delante de Moldavia y por detrás de Finlandia.
La actuación alemana tuvo a Jendrik vestido con un saco rosa y un pantalón azul acompañado de 3 coristas quienes tenían instrumentos que simulaban tocar en ciertas partes de la canción y una figurante que llevaba puesta una botarga de una mano naciendo la seña V, símbolo adoptado por movimiento contracultural de los años sesenta como un signo de paz. En el fondo aparecían palabras despectivas o relacionadas al odio en distintos idiomas (como feo, hate o loser) que eran destruidas por varias explosiones de colores.
Durante la votación, Alemania se colocó en 25° y penúltimo lugar en la votación del jurado profesional con solo 3 puntos: 2 del vecino país Austria y 1 de Rumania. Posteriormente se reveló su puntuación en la votación del televoto: 0 puntos, empatado con Países Bajos, España y el Reino Unido, cuádruple empate en el último lugar que era algo inédito en el festival desde la instauración de la votación del público. Con 3 puntos, Alemania finalizó en penúltima (25.ª) posición con 3 puntos, siendo uno de los peores resultados en la historia del país germánico y se convirtió en la 5.ª ocasión en sus 6 últimas participaciones que Alemania se colocaba dentro de los 2 peores del concurso. 

### Votación

#### Puntuación otorgada a Alemania

##### Final
| Jurado    | Jurado    | Jurado   | Jurado    | Jurado    |
| 12 puntos | 10 puntos | 8 puntos | 7 puntos  | 6 puntos  |
| --------- | --------- | -------- | --------- | --------- |
|           |           |          |           |           |
| 5 puntos  | 4 puntos  | 3 puntos | 2 puntos  | 1 punto   |
|           |           |          | - Austria | - Rumania |
| Televoto  |           |          |           |           |
| 12 puntos | 10 puntos | 8 puntos | 7 puntos  | 6 puntos  |
|           |           |          |           |           |
| 5 puntos  | 4 puntos  | 3 puntos | 2 puntos  | 1 punto   |
|           |           |          |           |           |

#### Puntuación otorgada por Alemania
| Puntos    | Jurado    | Televoto   |
| --------- | --------- | ---------- |
| 12 puntos | Suecia    | Lituania   |
| 10 puntos | Malta     | Ucrania    |
| 8 puntos  | Ucrania   | Malta      |
| 7 puntos  | Rusia     | Croacia    |
| 6 puntos  | Rumania   | Rusia      |
| 5 puntos  | Chipre    | Israel     |
| 4 puntos  | Lituania  | Noruega    |
| 3 puntos  | Israel    | Bélgica    |
| 2 puntos  | Croacia   | Azerbaiyán |
| 1 punto   | Australia | Chipre     |

| Puntos    | Jurado   | Televoto  |
| --------- | -------- | --------- |
| 12 puntos | Francia  | Lituania  |
| 10 puntos | Suiza    | Francia   |
| 8 puntos  | Malta    | Finlandia |
| 7 puntos  | Chipre   | Italia    |
| 6 puntos  | Italia   | Islandia  |
| 5 puntos  | Ucrania  | Rusia     |
| 4 puntos  | Suecia   | Ucrania   |
| 3 puntos  | Islandia | Serbia    |
| 2 puntos  | Rusia    | Suiza     |
| 1 punto   | Lituania | Noruega   |

##### Desglose
El jurado alemán estuvo compuesto por:
- Matthias Arfmann
- Uwe Kanthak
- Ivy Quainoo
- Janin Ullmann
- Constantin Zöller

| Semifinal 1 | Semifinal 1         | Semifinal 1 | Semifinal 1 | Semifinal 1 | Semifinal 1 | Semifinal 1 | Semifinal 1 | Semifinal 1 | Semifinal 1 | Semifinal 1 |
| N.º         | País                | Jurado      | Jurado      | Jurado      | Jurado      | Jurado      | Jurado      | Jurado      | Televoto    | Televoto    |
| N.º         | País                | Jurado A    | Jurado B    | Jurado C    | Jurado D    | Jurado E    | Ranking     | Puntos      | Ranking     | Puntos      |
| ----------- | ------------------- | ----------- | ----------- | ----------- | ----------- | ----------- | ----------- | ----------- | ----------- | ----------- |
| 01          | Lituania            | 10          | 4           | 6           | 4           | 14          | 7           | 4           | 1           | 12          |
| 02          | Eslovenia           | 16          | 14          | 13          | 11          | 8           | 16          |             | 16          |             |
| 03          | Rusia               | 14          | 9           | 5           | 3           | 1           | 4           | 7           | 5           | 6           |
| 04          | Suecia              | 1           | 5           | 1           | 6           | 10          | 1           | 12          | 11          |             |
| 05          | Australia           | 5           | 11          | 16          | 15          | 3           | 10          | 1           | 15          |             |
| 06          | Macedonia del Norte | 15          | 15          | 3           | 13          | 12          | 13          |             | 14          |             |
| 07          | Irlanda             | 13          | 6           | 12          | 14          | 4           | 12          |             | 13          |             |
| 08          | Chipre              | 11          | 1           | 4           | 10          | 13          | 6           | 5           | 10          | 1           |
| 09          | Noruega             | 12          | 12          | 9           | 9           | 15          | 15          |             | 7           | 4           |
| 10          | Croacia             | 9           | 8           | 8           | 5           | 9           | 9           | 2           | 4           | 7           |
| 11          | Bélgica             | 7           | 10          | 15          | 7           | 11          | 14          |             | 8           | 3           |
| 12          | Israel              | 6           | 7           | 7           | 12          | 6           | 8           | 3           | 6           | 5           |
| 13          | Rumania             | 3           | 16          | 2           | 16          | 5           | 5           | 6           | 12          |             |
| 14          | Azerbaiyán          | 8           | 3           | 11          | 8           | 16          | 11          |             | 9           | 2           |
| 15          | Ucrania             | 4           | 13          | 14          | 1           | 2           | 3           | 8           | 2           | 10          |
| 16          | Malta               | 2           | 2           | 10          | 2           | 7           | 2           | 10          | 3           | 8           |

| Final | Final        | Final                      | Final                      | Final                      | Final                      | Final                      | Final                      | Final                      | Final                      | Final                      |
| N.º   | País         | Jurado                     | Jurado                     | Jurado                     | Jurado                     | Jurado                     | Jurado                     | Jurado                     | Televoto                   | Televoto                   |
| N.º   | País         | Jurado A                   | Jurado B                   | Jurado C                   | Jurado D                   | Jurado E                   | Ranking                    | Puntos                     | Ranking                    | Puntos                     |
| ----- | ------------ | -------------------------- | -------------------------- | -------------------------- | -------------------------- | -------------------------- | -------------------------- | -------------------------- | -------------------------- | -------------------------- |
| 01    | Chipre       | 8                          | 1                          | 4                          | 16                         | 6                          | 4                          | 7                          | 19                         |                            |
| 02    | Albania      | 25                         | 22                         | 23                         | 18                         | 21                         | 23                         |                            | 16                         |                            |
| 03    | Israel       | 10                         | 11                         | 12                         | 22                         | 10                         | 14                         |                            | 18                         |                            |
| 04    | Bélgica      | 5                          | 19                         | 19                         | 6                          | 15                         | 11                         |                            | 21                         |                            |
| 05    | Rusia        | 11                         | 12                         | 2                          | 9                          | 9                          | 9                          | 2                          | 6                          | 5                          |
| 06    | Malta        | 2                          | 4                          | 11                         | 1                          | 7                          | 3                          | 8                          | 12                         |                            |
| 07    | Portugal     | 21                         | 6                          | 14                         | 14                         | 14                         | 12                         |                            | 11                         |                            |
| 08    | Serbia       | 22                         | 21                         | 24                         | 17                         | 11                         | 21                         |                            | 8                          | 3                          |
| 09    | Reino Unido  | 20                         | 23                         | 9                          | 23                         | 25                         | 20                         |                            | 24                         |                            |
| 10    | Grecia       | 13                         | 20                         | 21                         | 20                         | 23                         | 22                         |                            | 14                         |                            |
| 11    | Suiza        | 12                         | 5                          | 1                          | 4                          | 2                          | 2                          | 10                         | 9                          | 2                          |
| 12    | Islandia     | 4                          | 9                          | 8                          | 5                          | 12                         | 8                          | 3                          | 5                          | 6                          |
| 13    | España       | 24                         | 25                         | 22                         | 25                         | 24                         | 25                         |                            | 22                         |                            |
| 14    | Moldavia     | 18                         | 24                         | 25                         | 21                         | 22                         | 24                         |                            | 25                         |                            |
| 15    | Alemania     | -------------------------- | -------------------------- | -------------------------- | -------------------------- | -------------------------- | -------------------------- | -------------------------- | -------------------------- | -------------------------- |
| 16    | Finlandia    | 7                          | 17                         | 13                         | 19                         | 18                         | 18                         |                            | 3                          | 8                          |
| 17    | Bulgaria     | 23                         | 7                          | 10                         | 15                         | 20                         | 16                         |                            | 15                         |                            |
| 18    | Lituania     | 9                          | 8                          | 5                          | 8                          | 13                         | 10                         | 1                          | 1                          | 12                         |
| 19    | Ucrania      | 6                          | 13                         | 16                         | 2                          | 3                          | 6                          | 5                          | 7                          | 4                          |
| 20    | Francia      | 3                          | 2                          | 6                          | 3                          | 4                          | 1                          | 12                         | 2                          | 10                         |
| 21    | Azerbaiyán   | 19                         | 10                         | 15                         | 7                          | 19                         | 15                         |                            | 17                         |                            |
| 22    | Noruega      | 17                         | 15                         | 18                         | 12                         | 17                         | 19                         |                            | 10                         | 1                          |
| 23    | Países Bajos | 15                         | 16                         | 17                         | 24                         | 5                          | 13                         |                            | 20                         |                            |
| 24    | Italia       | 16                         | 3                          | 7                          | 13                         | 1                          | 5                          | 6                          | 4                          | 7                          |
| 25    | Suecia       | 1                          | 18                         | 3                          | 10                         | 16                         | 7                          | 4                          | 13                         |                            |
| 26    | San Marino   | 14                         | 14                         | 20                         | 11                         | 8                          | 17                         |                            | 23                         |                            |